# Harbin Z-6
Der Harbin Z-6 (Z-Zhishengji = Senkrechtstartflugzeug) ist ein in China entwickelter Hubschrauber auf der Grundlage des Harbin Z-5, der selbst ein Lizenzprodukt bzw. eine Kopie der Mil Mi-4 ist. Die Produktion wurde beendet, nachdem festgestellt wurde, dass die Leistung des Z-6 dem des Vorgängers Z-5 unterlegen war. Daher wurden von den ursprünglich geplanten 100 Stück nur 11 gebaut.

## Geschichte
Durch die Lizenzproduktion der Mil Mi-4 unter der Bezeichnung Z-5 erhielten die Chinesen wertvolles Wissen und Erfahrungen in der Entwicklung und dem Bau von Helikoptern. Der Z-6 ist ein mit Turbowelle angetriebene Modifikation der kolbenmotorgetriebenen Z-5, der Z-6 ist der erste chinesische Hubschrauber mit Strahlantrieb. Der Hauptunterschied ist, dass der Kolbenmotor durch ein Dongan WZ-5-Strahltriebwerk ersetzt wurde, das über der Kabine vor dem Hauptgetriebe montiert wurde.
Die Entwicklung begann im Jahr 1966 bei der Harbin Aircraft Manufacturing Corporation (HAMC), zwei Jahre später wurde die weitere Entwicklung in das neu gegründete chinesische Helicopter Design Research Institute (CHDRI) verlegt. Für die Herstellung und Montage von Komponenten war weiterhin HAMC zuständig. Der erste Prototyp (Nr. 6001) wurde im Jahr 1967 fertiggestellt und für statische Tests verwendet. Er erhielt ein Jahr später die behördliche Zulassung. Am 15. Dezember 1969 fand der Erstflug des zweiten Z-6-Prototyps (Nr. 6002) statt; er wurde von Wang Peimin geflogen (王培民). Die Flugtests schritten voran, während in verschiedenen Provinzen die Bestandteile für die Montagelinie der Hongzhuang Machinery Factory in Changzhou entstanden. Flugtests zeigten übermäßige Vibrationen, einen ungenügenden Heckrotorschub sowie Überhitzungen von Motor und Hauptrotorgetriebe. Diese Kinderkrankheiten wurden während des Entwicklungsprogramms zwar angesprochen; dennoch wurde die Zulassung im Jahr 1977 erteilt. Auch trotz des Absturzes eines der Prototypen am 7. August 1972 am Princess Ridge (Gongzhuling, 公主岭) in der Provinz Jilin, wobei alle sechs Personen einschließlich des Piloten Fu Guifa (傅贵 法) getötet wurden. Die Ursache des Unfalls war der Ausfall einer Übertragungskomponente, was zu einem Blockieren des Motors führte. Bei der Beseitigung des Problems wurden elf Konstruktionsänderungen vorgenommen sowie die bei den Flugtests erkannten Mängel behoben.
Die Angst vor einem Angriff der Sowjetunion nach dem Chinesisch-sowjetischen Zerwürfnis führte im Jahr 1970 zur Verlagerung der Produktion und Entwicklung zu der Changzhou-Flugzeugfabrik und Changhe Aircraft Industries. Doch die politischen Unruhen in China, hauptsächlich die Kulturrevolution, waren eine große Belastung für die Produktion. Nur elf Z-6 wurden gebaut, bevor das Programm abgebrochen wurde, weil die einmotorige Auslegung als unsicher und zu leistungsschwach bewertet wurde. Der Z-6 ist im Grunde ein Harbin Z-5, dessen Kolbenmotor durch eine Turbine ersetzt wurde und der einen neuen Rumpfbug mit neuem Cockpit erhalten hat, während Zelle, Fahrwerk etc. gleich blieben. Dies im Unterschied zu dem mit einer Turbine betriebenen W-8, der nicht mehr viel gemeinsam mit der Mil Mi-4 hatte und die zur mit zwei Turbinen ausgestatteten Mil Mi-8 weiterentwickelt wurde.

## Technische Daten (Z-6)
| Kenngröße             | Daten                                                |
| --------------------- | ---------------------------------------------------- |
| Besatzung             | 3                                                    |
| Kapazität             | 12 Soldaten oder 1200 kg                             |
| Länge                 | 20,962 m mit Haupt- und Heckrotor                    |
| Höhe                  | 5,593 m                                              |
| Hauptrotordurchmesser | 21 m                                                 |
| max. Startmasse       | 7600 kg                                              |
| Triebwerk             | 1 × Strahltriebwerk Dongan WZ-5, 2.200 PS (1.618 kW) |
| Höchstgeschwindigkeit | 192 km/h                                             |
| Reichweite            | 651 km                                               |